# Augusta de Hesse-Cassel
Augusta de Hesse-Cassel (nome pessoal: Auguste Wilhelmine Luise von Hessen-Kassel; Castelo de Rumpenheim, 25 de julho de 1797 — Palácio de St. James, 6 de abril de 1889) era a consorte do príncipe Adolfo, Duque de Cambridge, filho do rei Jorge III e Carlota de Meclemburgo-Strelitz. Ela foi avó materna de Maria de Teck, rainha consorte de Jorge V.

## Nascimento e família
Augusta de Hesse-Cassel, terceira filha do conde Frederico III de Hesse-Cassel, e sua esposa, a princesa Caroline Polyxene de Nassau-Usingen, nasceu no Castelo de Rumpenheim, Cassel, Hesse. Através de seu pai, ela era uma bisneta de Jorge II da Grã-Bretanha. O irmão mais velho do seu pai era Guilherme de Hesse-Cassel. Em 1803, seu título foi criado para o eleitor de Hesse - pelo qual o ramo Cassel totalidade da dinastia Hesse ganhou um entalhe para cima na hierarquia.

## Casamento
Em 7 de maio, em Cassel, e em seguida, novamente, em 1 de junho de 1818 no Palácio de Buckingham, a princesa Augusta casou com seu primo em segundo grau, o príncipe Adolfo, Duque de Cambridge, quando ela tinha 21 e ele 43. Após seu casamento, Augusta ganhou o estilo de Sua Alteza Real a Duquesa de Cambridge. O duque e a duquesa  tiveram três filhos:
- Jorge Guilherme Frederico Carlos (Cambridge House, 26 de março de 1819 - Gloucester House, 17 de março de 1904), duque de Cambridge ao suceder seu pai;
- Augusta Carolina Carlota Isabel Maria Sofia Luisa (Palácio de Montbrillant, 19 de julho de 1822 - Neustrelitz, 4 de dezembro de 1916), casada com Frederico Guilherme de Mecklemburgo-Strelitz;
- Maria Adelaide Guilhermina Isabel (Hanôver, 22 de novembro de 1833 - White Lodge, Richmond Park, 27 de outubro de 1897), casada com Francisco, Duque de Teck.

## Últimos anos e morte
De 1818, até a adesão da rainha Vitória I, e a separação da coroa britânica e do Reino de Hanôver, em 1837, a Duquesa de Cambridge vivia em Hanôver, onde o duque serviu como vice-rei, em nome de seus irmãos, Jorge IV e Guilherme IV. Em 1827, Augusta permitiu que uma nova aldeia, fundada em 3 de maio de 1827 e para ser resolvido no âmbito da cultura e da colonização das terras pantanosas do sul do Bremervörde, levará o seu nome. Em 19 de junho, a administração do Alto Hanoveran-Bailiado de Stade informou os moradores que havia aprovado o nome escolhido Augustendorf para seu município (desde 1974 é um componente da localidade Gnarrenburg). O duque e a duquesa retornaram à Grã-Bretanha, onde viviam em Cambridge Cottage, Kew, e mais tarde no Palácio de St. James. A duquesa de Cambridge sobreviveu a seu marido por trinta e nove anos, morrendo com a idade de noventa e um.
Foi sepultada em Kew. Posteriormente, seus restos foram trasladados à Capela de São Jorge, no Castelo de Windsor.

## Títulos e estilos
- 25 de julho de 1797 – 7 de maio de 1818: Sua Alteza Real, a Princesa Augusta de Hesse
- 7 de maio de 1818 – 6 de abril de 1889: Sua Alteza Real, a Duquesa de Cambridge